# Karim Kaboré
Pour les articles homonymes, voir Kaboré.
Karim Kabore est un coureur cycliste burkinabé, né le 16 décembre 1967 à Zorgho.

## Biographie
Karim Kabioré commence le cyclisme en 1987 à l'Association Sportive du Faso. À partir de 1992, il est un participant régulier du Tour du Faso. Il connait son heure de gloire en étant sacré champion national du Burkina Faso en 1999. L'année suivante, il échoue à conserver son titre en terminant deuxième.
En 2004, il se distingue en s'imposant sur la première étape du Tour du Mali. En 2005, il remporte une étape de la Boucle du coton.

## Palmarès
- 1999
  -  Champion du Burkina Faso sur route
- 2000
  - 2e du Championnat du Burkina Faso sur route
- 2004
  - 1re étape du Tour du Mali
- 2005
  - 3e étape de la Boucle du coton

## Classements mondiaux
| Année           | 2005 |
| --------------- | ---- |
| UCI Africa Tour | 45e  |